# Mutsuo Shishido
Mutsuo Shishido (født 1929 i Asahikawa City, Japan - død 2007) var en japansk komponist og lærer.
Shishido studerede komposition hos Olivier Messiaen og Andre Jolivet i Paris. Han har skrevet en symfoni, orkesterværker, kammermusik og vokalværker etc.
Han hører til de betydningsfulde japanske komponister i den moderne klassiske musik. Han har undervist på bl.a. Toho Gauken College of Music.

## Udvalgte værker
- Symfoni (1995) - for orkester